# رودخانه دشاتو

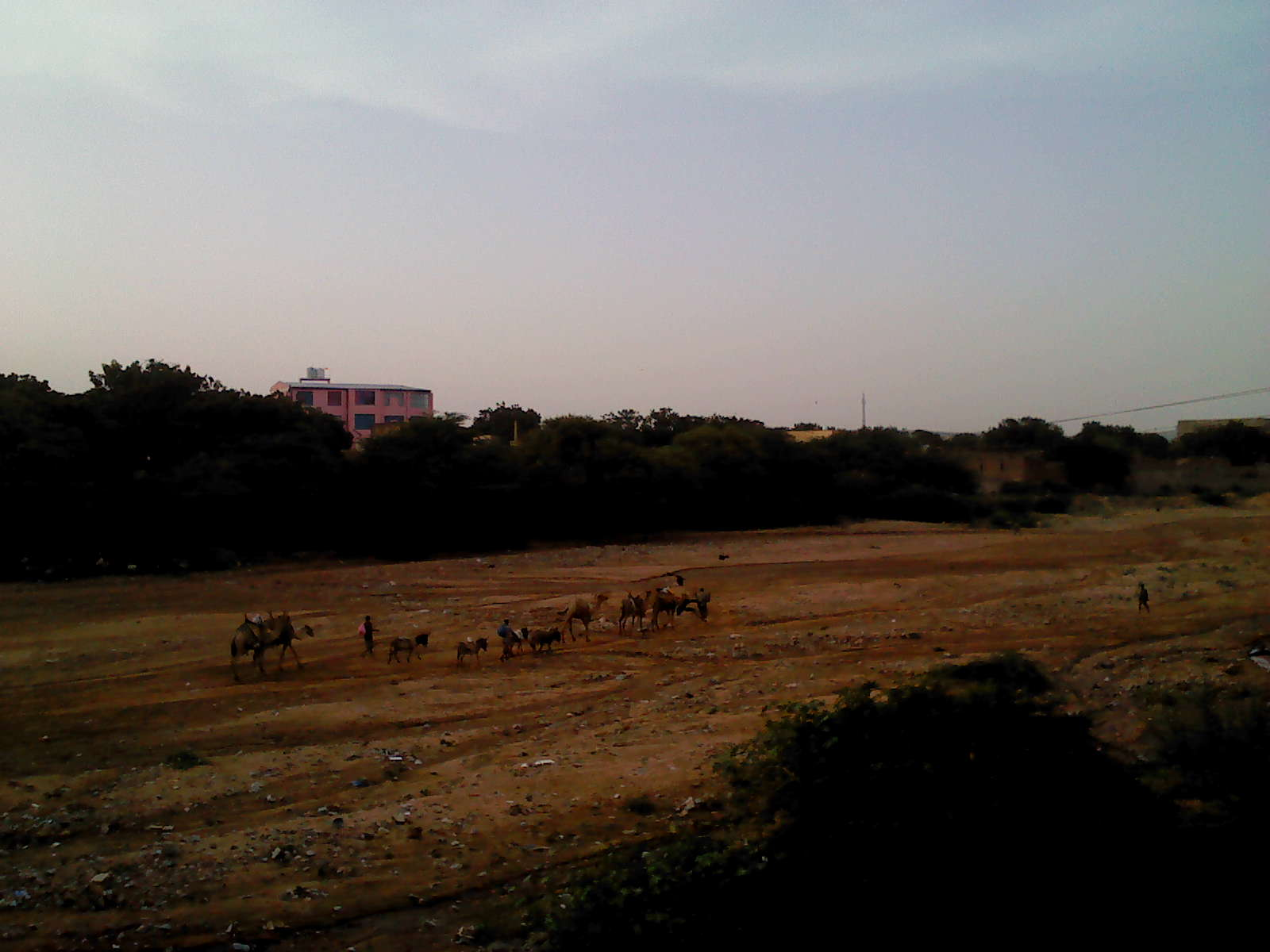
رودخانه دشاتو

رودخانه دشاتو یا دقتو (به انگلیسی: Dechatu River) رود و رودخانه‌ای در اتیوپی است. این رود که دومین رود بزرگ کشور است از کوه‌های احمر سرچشمه می‌گیرد و به سوی دومین شهر بزرگ کشور؛ دیرداوه در سمت رودخانهٔ آواش، در مختصات ۹°۳۵′ شمالی ۴۱°۵۲′ شرقی / ۹٫۵۸۳°شمالی ۴۱٫۸۶۷°شرقی به شهر وارد می‌شود و به اقیانوس آرام می‌ریزد.
این مشخص نیست که جریان یا مصب رودخانه آن در نهایت به آواش می‌رسد یا نه. به نظر می‌رسد که رودخانه توان خود را در دشت (Buren Meda) در شمال دیرداوه از دست داده‌باشد